# Eifelkreis Bitburg-Prüm
Eifelkreis Bitburg-Prüm – powiat w niemieckim kraju związkowym Nadrenia-Palatynat. Jest najbardziej na zachód położonym powiatem w Niemczech. Siedzibą powiatu jest miasto Bitburg. Jest powiatem o największej liczbie gmin w skali całych Niemiec i zawiera ich aż 235. Do 31 grudnia 2006 nazwa powiatu brzmiała Landkreis Bitburg-Prüm.

## Położenie geograficzne
Od zachodu graniczy z Luksemburgiem, od południowego zachodu z Belgią, od południa z powiatem Trier-Saarburg, od południowego wschodu z powiatem Bernkastel-Wittlich i od północy z powiatami: Vulkaneifel i Euskirchen. Ten ostatni należy do Nadrenii Północnej-Westfalii. Obszar powiatu stanowi południową część gór Eifel, co jest również odzwierciedlone w nazwie powiatu Eifelkreis, czyli powiat należący do Eifel.

## Podział administracyjny
Powiat składa się z:
- jednej gminy miejskiej (Stadt)
- pięciu gmin związkowych (Verbandsgemeinde)

Gminy miejskie:
| Lp. | Nazwa gminy miejskiej | Ludność (31.12.2009) | Powierzchnia km² |
| --- | --------------------- | -------------------- | ---------------- |
| 1   | Bitburg               | 12.772               | 47,54            |

Gminy związkowe:
| Lp. | Nazwa gminy związkowej | Ludność (31.12.2009) | Powierzchnia km² | Liczba gmin |
| --- | ---------------------- | -------------------- | ---------------- | ----------- |
| 1   | Arzfeld                | 9.653                | 265,55           | 43          |
| 2   | Bitburger Land         | 25.396               | 388,97           | 72          |
| 3   | Prüm                   | 21.267               | 465,16           | 44          |
| 4   | Speicher               | 7.857                | 60,08            | 9           |
| 5   | Südeifel               | 18.279               | 358,65           | 66          |